# Auron Tare
Auron Tare (ur. 21 października 1968) – albański podróżnik, archeolog i muzealnik.

## Życiorys
Ukończył studia na Akademii Wojskowej w Tiranie.
W 2000 roku współzałożył Park Narodowy Butrint oraz był jego pierwszym dyrektorem; pełnił tę funkcję do 2005 roku, w tym czasie ten park narodowy stał się jednym z najsłynniejszych stanowisk archeologicznych na terenie Albanii. W 2010 roku założył Albańskie Centrum Badań Morskich, następnie objął funkcję dyrektora założonego w 2015 roku Krajowej Agencji ds. Wybrzeża. We współpracy z amerykańskim Instytutem Archeologii Żeglarskiej (ang. Institute of Nautical Archaeology, Texas A&M University oraz RPM Nautical Foundation, jego organizacja zbadała 37 wraków statków odnalezionych wzdłuż albańskiego wybrzeża. Swoje badania prezentował na forach, jak Komitetu Światowego Dziedzictwa UNESCO w Paryżu, The Explorers Club w Nowym Jorku, Towarzystwa National Geographic oraz Banku Światowego.
Ze względu na swoją pracę w obszarach zarządzania dziedzictwem kulturowym oraz archeologii podwodnej, w 2015 roku został wybrany na członka Komitetu Naukowego UNESCO ds. Podwodnego Dziedzictwa Kulturowego. Założył pierwsze podwodne muzeum archeologiczne na terenie zachodnich Bałkanów oraz organizację Our Own Expeditions.